# Nina ten Broek
Nina ten Broek (Amersfoort, 4 de julho de 2001) é uma jogadora de polo aquático neerlandesa.

## Carreira
Ela joga pelo clube espanhol CN Terrassa desde 2021. Ela já jogou pelo Polar Bears em Ede e pelo clube italiano da Serie A Rari Nantes Florentia. Com os Ursos Polares, Ten Broek conquistou o título nacional em 2018 e a Copa KNZB em 2019.
Ten Broek fez sua estreia em um grande torneio internacional em 2022, quando foi selecionada para o Campeonato Mundial em Budapeste e conquistou a medalha de bronze com a seleção sênior holandesa. Ela também fez parte do elenco que conquistou a prata na Super Final da Copa do Mundo de 2023. O Campeonato Mundial de 2023 ocorreu no mesmo ano em Fukuoka, onde ela conquistou o ouro com a seleção holandesa.
Nos Jogos Olímpicos de Verão de 2024, em Paris, conquistou a medalha de bronze no torneio feminino do polo aquático, após vencer confronto contra a equipe dos Estados Unidos por 11–10 na disputa pelo terceiro lugar.